# 盧智慧
盧智慧（1996年2月12日—），藝名NOZE（韓語：노제），常寫作no:ze，是韓國舞者。2020年作為歌手Kai在〈Mmmh〉歌曲中的伴舞，因美貌而引起關注。2021年帶領團隊WAYB參加Mnet電視台節目《Street Woman Fighter》，因主編歌曲〈Hey Mama〉的舞蹈而廣為人知。

## 經歷
盧智慧自幼便有成為舞者的夢想，選擇報考韓林演藝藝術高等學校實用舞蹈科就讀，因此結識時任舞蹈教師的Honey J。2020年作為EXO成員Kai所發行個人首張迷你專輯《KAI（开）》中主打曲目〈Mmmh〉的伴舞，因出色的外貌而引起關注。接著陸續擔任SHINee發行歌曲〈Don't Call Me〉、歌手泰民發行歌曲〈Advice〉、以及歌手Key發行歌曲〈Bad Love〉的伴舞，並以舞者的身分出演歌手PENOMECO發行歌曲〈Shy (eh o)〉的音樂錄影帶。
2021年與經紀公司Starting House簽約，並帶領團隊WAYB參加Mnet電視台節目《Street Woman Fighter》，在隊長競賽任務環節中，為歌曲〈Hey Mama〉所主編的舞蹈受到廣大的迴響。接著與《Street Woman Fighter》節目其他七隊的領隊一起帶領部分成員，在Mnet電視台推出的少女版舞蹈生存節目《Street Dance Girls Fighter》中擔任少女們的舞蹈導師及評審。另外，在歌手李承煥與鮮于貞娥合唱的歌曲〈How could you〉中首次挑戰演技，與邕聖祐一同演出音樂錄影帶。
2022年分別以天使音樂人的身分出演Channel A電視台的選秀節目《青春明星》，和以導師的身分出演Mnet電視台的舞蹈節目《Anybody Can Dance》。於同年7月，經韓國媒體報導在她個人的Instagram社群帳號，留有知名大品牌的宣傳貼文，但中小企業的廣告貼文會快速地刪除，或未能如期刊登，因而陷入與廣告商間有差別對待的爭議，她亦於個人社群帳號上傳親筆道歉信，展現其改過自新的態度。2023年3月韓國媒體報導她自2022年4月起沒有得到公司結算，與公司產生結算糾紛，同年11月通報解除專屬合約，提出了以確認為宗旨的訴訟。歷時4個月對簿公堂，Starting House於2023年3月與她達成庭外和解，同年11月3日與經紀公司Starting House終止合約。

## 影音作品

### 音樂錄影帶
| 年分   | 演唱歌手         | 曲目              | 備注   |
| ------ | ---------------- | ----------------- | ------ |
| 2021年 | PENOMECO         | 〈Shy (eh o)〉    | 女主角 |
| 2021年 | 李承煥、鮮于貞娥 | 〈How could you〉 | 女主角 |
| 2022年 | 朴載範           | 〈Need To Know〉  | 女主角 |

## 影視作品

### 固定節目
| 日期   | 電視台    | 節目                                                 | 備注       |
| ------ | --------- | ---------------------------------------------------- | ---------- |
| 2021年 | Mnet      | 《Street Woman Fighter》                             | 參賽者     |
| 2021年 | Mnet      | 《Street Dance Girls Fighter》                       | 導師、評審 |
| 2022年 | tvN       | 《不會傷害你 X SWF》（韓語：해치지 않아 X 스우파）》 | 成員       |
| 2022年 | Channel A | 《青春明星》                                         | 天使音樂人 |
| 2022年 | Mnet      | 《Anybody Can Dance》                                | 導師       |
| 2025年 | Mnet      | 《World of Street Woman Fighter》                    |            |

## 外部連結
- 盧智慧的Instagram帳戶
- 盧智慧的X（前Twitter）